# Rogyina
Rogyina (Rodina), település Romániában, a Partiumban, Máramaros megyében.

## Fekvése
Alsószivágy mellett fekvő település

## Története
Rogyina korábban Alsószivágy (Alsuaju de Jos, com. Asuaju de Sus) része volt.
1956-ban 275 lakosa volt.
A 2002-es népszámláláskor 178 román lakosa volt.